# 克卜勒62
克卜勒62（Kepler-62）是一顆位於天琴座，體積較太陽小的光譜K型恆星，距離地球約1200光年。該恆星位於美國太空總署以凌日法搜尋太陽系外行星的克卜勒太空望遠鏡觀測視野內。2013年4月18日，天文學家宣布在該恆星旁發現五顆系外行星，其中的克卜勒62e和克卜勒62f可能是位於該恆星適居帶內的固體表面行星。

## 觀測史與命名
克卜勒62在2MASS目錄中的編號是2MASS J18525105+4520595。該恆星所屬行星是由克卜勒太空望遠鏡以凌日法發現。凌日法主要是偵測恆星光度下降的現象，光度下降的原因可能是行星移動到恆星與地球之間遮擋住部分恆星表面造成。克卜勒62這個名稱由來是因為它是克卜勒任務中第62顆確認行星存在的恆星。
該恆星所屬行星的後綴則是b、c、d、e和f。後綴b代表該恆星旁發現的第一顆行星，之後按照發現順序以小寫字母順序加上後綴。而克卜勒62的所有五顆行星都是同時發現，所以後綴b用於最靠近母恆星的行星，而f則是距離最遠者。

## 恆星狀況
克卜勒62是一顆光譜K型恆星，質量大約是太陽的69%，半徑則是太陽的62%。它的表面溫度是4925 ± 70 K，年齡大約是70 ± 40億年。相較之下，太陽年齡大約是46億年，表面溫度5778 K。
該恆星的視星等13.8，無法以肉眼觀察。

## 行星系統

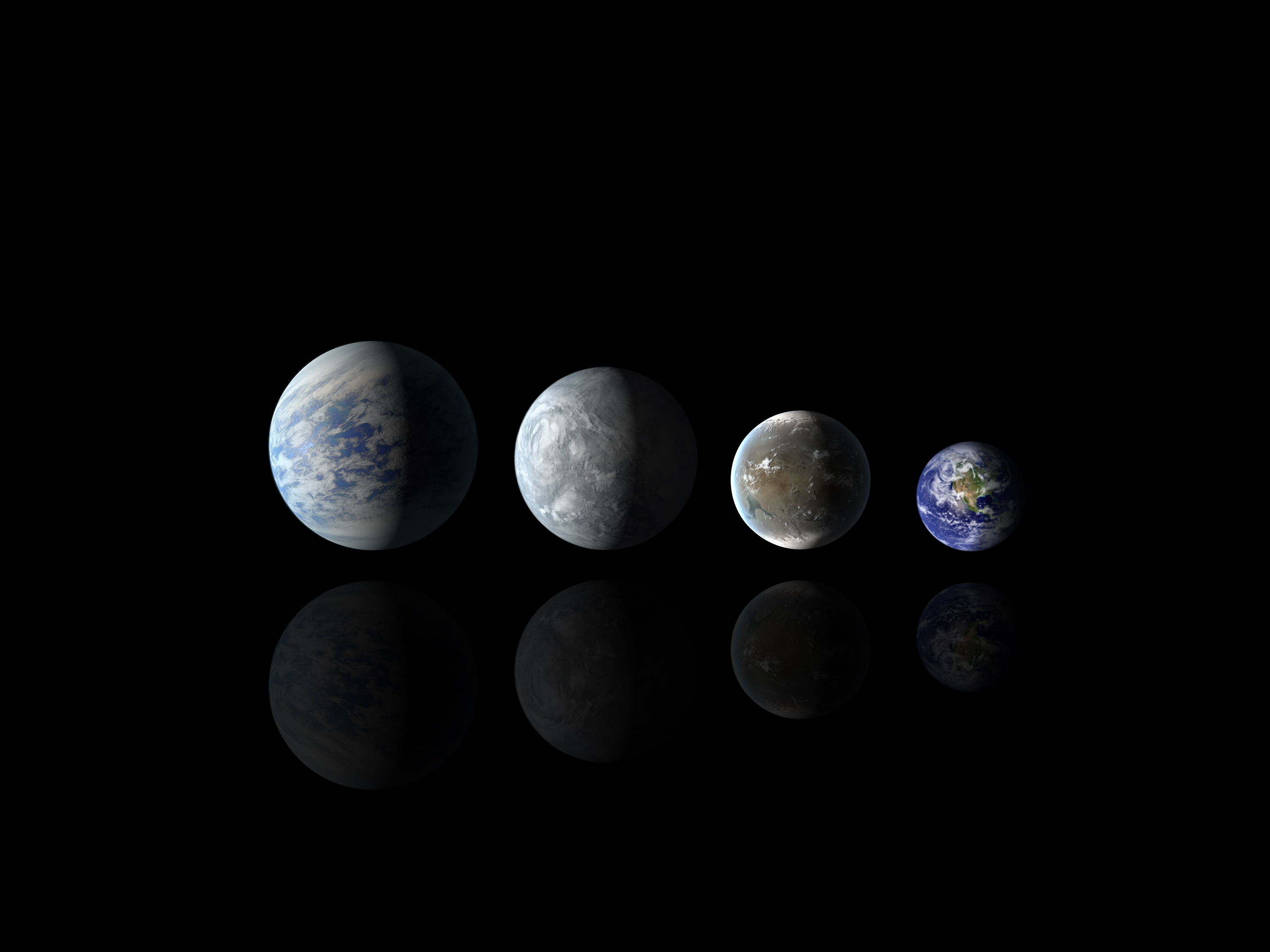
克卜勒69c、克卜勒62e、克卜勒62f和地球的體積比較。

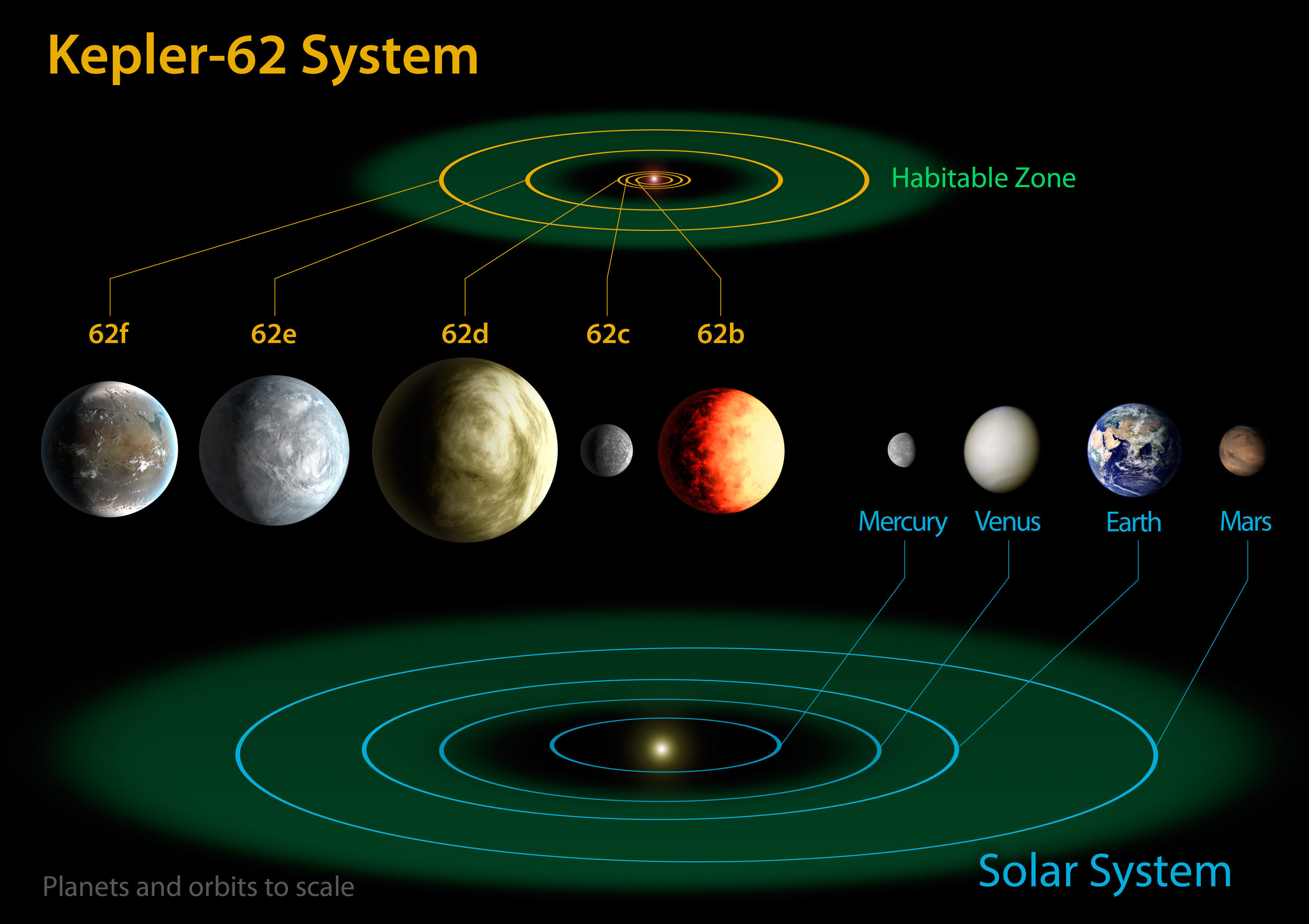
克卜勒62系統與太陽系比較。

克卜勒62的五顆行星都是以凌日法發現，這代表所有的行星運轉時都會通過恆星和地球之間。這些行星的軌道傾角可能相對於從地球觀測的視線，或者是在參考平面上方或下方不到角度1度的位置。這允許天文學家在每顆行星發生凌星現象時直接量測行星的公轉週期和相對母恆星的相對直徑。
五顆行星的半徑在地球的0.54到1.95倍之間。最讓天文學家感興趣的是62e和62f，因為它們被認為是在適居帶內有固體表面的最佳候選行星。而這兩顆行星的半徑分別是地球的1.61和1.41倍，因此極有可能是固體表面行星。另一方面，這兩顆行星在系統中是位於克卜勒62的適居帶內，並且如有特定的化學成分（克卜勒62f有大量的二氧化碳，而克卜勒62e經探測有雲層存在），也許就能讓液態水存在於表面。
系統中行星的質量無法被徑向速度法或凌日時間法直接量測，因此只能得知不太嚴謹的行星質量上限。62e和62f的質量上限分別是36和35倍地球質量，而真實質量應會明顯低於這兩個值。

## 延伸閱讀
- Water Planets in the Habitable Zone: Atmospheric Chemistry, Observable Features, and the case of Kepler-62e and -62f（页面存档备份，存于）, L. Kaltenegger, D. Sasselov, S. Rugheimer, 18 Apr 2013

## 外部連結
- Kepler Mission – NASA.
- Kepler – Discoveries – Summary Table（页面存档备份，存于） – NASA.
- Kepler – Discovery of New Planetary Systems (2013)（页面存档备份，存于）.
- Kepler – Tally of Planets/interactive (2013)（页面存档备份，存于） – NYT.
- Video（02:27） - NASA Finds Three New Planets in "Habitable Zone"（04/18/2013）.（页面存档备份，存于）